# Rijnmond
De Rijnmond is een bestuurlijke samenwerking in de regio van Rotterdam, vernoemd naar de Rijn, die daar in zee uitmondt.

## Naamgeving
Hoewel de Rijn niet onder die naam in zee uitmondt, heeft de monding van deze rivier wel deze naam gekregen. De Deltametropool in de Rijnmond is een grote conurbatie; de voormalige stadsregio Rotterdam, vaak Rotterdam-Rijnmond genoemd, behoort met Europoort en de Botlek tot het meest geïndustrialiseerde deel van de Randstad.
Sinds de tweede helft van de 20e eeuw hebben zich steeds meer organen geaffilieerd met de Rijnmond:
- Openbaar Lichaam Rijnmond was een bestuurlijk overlegorgaan van 1965 tot 1986.
- Overlegorgaan Rijnmondgemeenten (OOR) is een vergadering van gemeenten voor onderling overleg.
- DCMR Milieudienst Rijnmond is een milieudienst opgericht door de toenmalige Rijnmondraad in 1971.[1]
- Rijnmond is een omroeporganisatie voor radio en televisie in de regio Rotterdam. De oudste tak is Radio Rijnmond, die met uitzenden begon op 21 december 1983.[2]
- Afvalverwerking Rijnmond (AVR), opgericht in 1973 door 23 Rijnmondgemeenten, heeft sinds 1998 meerdere kerntaken overgenomen van de Roteb.[3]
- VV Rijnmond Hoogvliet Sport is ontstaan uit een fusie van s.v. Hoogvliet, opgericht circa 1936, en de in 1961 opgerichte v.v. Rijnmond, in 1988.
- Maasstad Ziekenhuis in Rotterdam-Zuid is op 1 januari 2000 ontstaan uit een fusie van het Zuiderziekenhuis en het Sint Clara Ziekenhuis. Tot 1 september 2008 stond het bekend onder de naam Medisch Centrum Rijnmond-Zuid (MCRZ).
- Politie Rotterdam-Rijnmond is de politiedienst van Rijnmond; onder deze politiedienst vallen ook de Zuid-Hollandse eilanden.
- ROM-Rijnmond, directeur Jan Laan, is een samenwerkingsverband van overheid en bedrijfsleven, een bestuursplatform van de ministeries van V&W, VROM, EZ en LNV, provincie Zuid-Holland, Stadsregio Rotterdam, gemeente Rotterdam en vijftien andere Rijnmondgemeenten (via het OOR), Havenbedrijf Rotterdam, de havenbedrijvenfederatie Deltalinqs en de Kamer van Koophandel van Rotterdam en omstreken sinds 1993.[4]
- Veiligheidsregio Rotterdam-Rijnmond (VR-RR of VRR) is ingesteld naar aanleiding van een kabinetsbesluit het land in te delen in 25 veiligheidsregio's in 2005. Eerder was de veiligheid de verantwoordelijkheid van de organisatie van de Regionale Hulpverlening Rotterdam-Rijnmond (RHRR).[5]

### Gemeenten
In aanvang waren er 31 Rijnmondgemeenten in het OOR, al worden er soms ook andere aantallen genoemd, omdat de term gemeenten hier ruim moet worden begrepen. Heerjansdam is een dorp in de gemeente van Zwijndrecht, maar ligt dichter bij de bebouwde kom van Barendrecht en praat met een eigen stem mee. Langs het dorp loopt het traject van de Betuweroute naar het rangeerterrein Kijfhoek. De laatste fusie was op 1 januari 2023 van de gemeenten Brielle, Hellevoetsluis en Westvoorne tot Voorne aan Zee. Er zijn er nu nog 15:
- Albrandswaard
- Barendrecht
- Capelle aan den IJssel
- Goeree-Overflakkee
- Hoeksche Waard
- Krimpen aan den IJssel
- Lansingerland
- Maassluis
- Nissewaard
- Ridderkerk
- Rotterdam
- Schiedam
- Vlaardingen
- Voorne aan Zee
- Zuidplas

Alblasserwaard¹ · Beijerland · Betuwe¹ · Bollenstreek¹ · Delfland · Drechtsteden · Eiland van Dordrecht · Goeree-Overflakkee · Groene Hart¹ · Hoeksche Waard · Holland¹ · Hollandse Biesbosch · IJsselmonde · Krimpenerwaard · Prins Alexanderpolder · Randstad¹ · Rijnland¹ · Rijnmond · Rivierengebied¹ · Schelde- en Maasdelta¹ · Schieland · Tielerwaard¹ · Tiengemeten · Voorne-Putten · Westland · Zuidplaspolder · Zwijndrechtse Waard
¹  ligt ook buiten Zuid-Holland
Oost-Groningen · Delfzijl en omgeving · Overig Groningen · Noord-Friesland · Zuidwest-Friesland · Zuidoost-Friesland · Noord-Drenthe · Zuidoost-Drenthe · Zuidwest-Drenthe · Noord-Overijssel · Zuidwest-Overijssel · Twente · Veluwe · Achterhoek · Arnhem/Nijmegen · Zuidwest-Gelderland · Utrecht · Kop van Noord-Holland · Alkmaar en omgeving · IJmond · Agglomeratie Haarlem · Zaanstreek · Groot-Amsterdam · Het Gooi en Vechtstreek · Agglomeratie Leiden en Bollenstreek	 · Agglomeratie 's-Gravenhage · Delft en Westland · Oost-Zuid-Holland · Groot-Rijnmond · Zuidoost-Zuid-Holland · Zeeuws-Vlaanderen · Overig Zeeland · West-Noord-Brabant · Midden-Noord-Brabant · Noordoost-Noord-Brabant · Zuidoost-Noord-Brabant · Noord-Limburg · Midden-Limburg · Zuid-Limburg · Flevoland